# Tribeles australis
Tribeles australis är en tvåhjärtbladig växtart som beskrevs av Rodolfo Amando Philippi. Tribeles australis ingår i släktet Tribeles och familjen Escalloniaceae. Inga underarter finns listade i Catalogue of Life.